# Gangsted Kirke
Gangsted Kirke, Gangsted Sogn, Voer Herred i det tidligere Århus Amt.

## Bygningshistorie
Kirkens skib og kor er bygget i romansk stil. Materialet er granitkvadre på en skråkantsokkel. Norddøren (kvindedøren) og flere vinduer ses tilmurede. Udfor syddøren byggedes i den sene middelalder et våbenhus i rå granit og bindingsværk. Tårnet er ligeledes opført sengotikkens tid. Her er byggematerialet munkesten og genanvendte granitkvadre. Tårnet afsluttes foroven med et pyramidetag, på hvis vindfløj ses ”ISCMI. 1782”. I det indre er koret og tårnrummet overhvælvede, typen er sengotisk. Skibet har fladt loft.

## Inventar
- Altertavlen er i barokstil med billedskærerarbejder forestillende Kristus og Moses, skænket af Gedske Lucasdatter. I 1895 fik den nyt altermaleri – en kopi af Carl Blochs ”Julenat”.
- Prædikestolen er af nyere dato.
- Døbefonten er en romansk granitfont og stammer fra kirkens ældste tid. Den har løvefigurer og løvværk.
- En indskriftstavle fra 1695 over Bertel Fædder, Laurits Friis og deres hustru Gedske Lucasdatter har tidligere siddet i et gravkammer under kirkegulvet.

## Eksterne kilder og henvisninger
- Trap Danmark – fjerde udgave, 7. bind, Aarhus Amt
- Gangsted Kirke hos KortTilKirken.dk
- Gangsted Kirke hos danmarkskirker.natmus.dk (Danmarks Kirker, Nationalmuseet)

- Wikimedia Commons har flere filer relateret til Gangsted Kirke